# Star City (Virgínia de l'Oest)
Star City és una població dels Estats Units a l'estat de Virgínia de l'Oest. Segons el cens del 2000 tenia 1.366 habitants.

## Demografia
Segons el cens del 2000, Star City tenia 1.366 habitants, 697 habitatges, i 333 famílies. La densitat de població era de 1.076,4 habitants per km².
Dels 697 habitatges en un 17,4% hi vivien nens de menys de 18 anys, en un 35,6% hi vivien parelles casades, en un 8% dones solteres, i en un 52,1% no eren unitats familiars. En el 41,3% dels habitatges hi vivien persones soles el 12,6% de les quals corresponia a persones de 65 anys o més que vivien soles. El nombre mitjà de persones vivint en cada habitatge era d'1,96 i el nombre mitjà de persones que vivien en cada família era de 2,71.
Per edats la població es repartia de la següent manera: un 15% tenia menys de 18 anys, un 17,1% entre 18 i 24, un 28,5% entre 25 i 44, un 20,9% de 45 a 60 i un 18,5% 65 anys o més.
L'edat mediana era de 36 anys. Per cada 100 dones de 18 o més anys hi havia 90,6 homes.
La renda mediana per habitatge era de 26.771 $ i la renda mediana per família de 37.500 $. Els homes tenien una renda mediana de 27.188 $ mentre que les dones 21.838 $. La renda per capita de la població era de 17.003 $. Entorn del 12,1% de les famílies i el 15,7% de la població estaven per davall del llindar de pobresa.

## Poblacions més properes
El següent diagrama mostra les poblacions més properes.